# 1:a ukrainska fronten
1:a ukrainska fronten var en front i Röda armén under andra världskriget. Den skapades i oktober 1943 genom att Voronezjfronten döptes om för att markera övergången till en mer offensiv roll.

## Slag

### Korsun
Fronten utgjorde den norra skänkeln i den inledande omringningen av de två tyska armékårerna.

#### Organisation
Frontens organisation den 25 januari 1944
.
- 27:e armén (Trofimenko)
  - 180:e skyttedivisionen
  - 206:e skyttedivisionen
  - 337:e skyttedivisionen
- 40:e armén (Zjmatjenko)
  - 47:e skyttekåren
  - 104:e skyttekåren
  - 50:e skyttekåren
  - 51:e skyttekåren
- 6:e stridsvagnsarmén (Rotmistrov)
  - 5:e mekaniserade kåren
  - 5:e gardesstridsvagnskåren

### Berlin

#### Organisation
- 3:e gardesarmén
- 13:e armén
- 5:e gardesarmén
- 2:a polska armén
- 52:a armén
- 3:e gardesstridsvagnsarmén
- 4:e gardesstridsvagnsarmén
- 28:e armén
- 31:e armén

## Befälhavare
- armégeneral Nikolai Vatutin (28 mars 1943 - 2 mars 1944)
- Marskalken av Sovjetunionen Georgij Zjukov (2 mars 1944 - 24 maj 1944)
- Marskalken av Sovjetunionen Ivan Konev (24 maj 1944 - 10 juni 1945).